# Plaza 25 de Mayo (Junín)

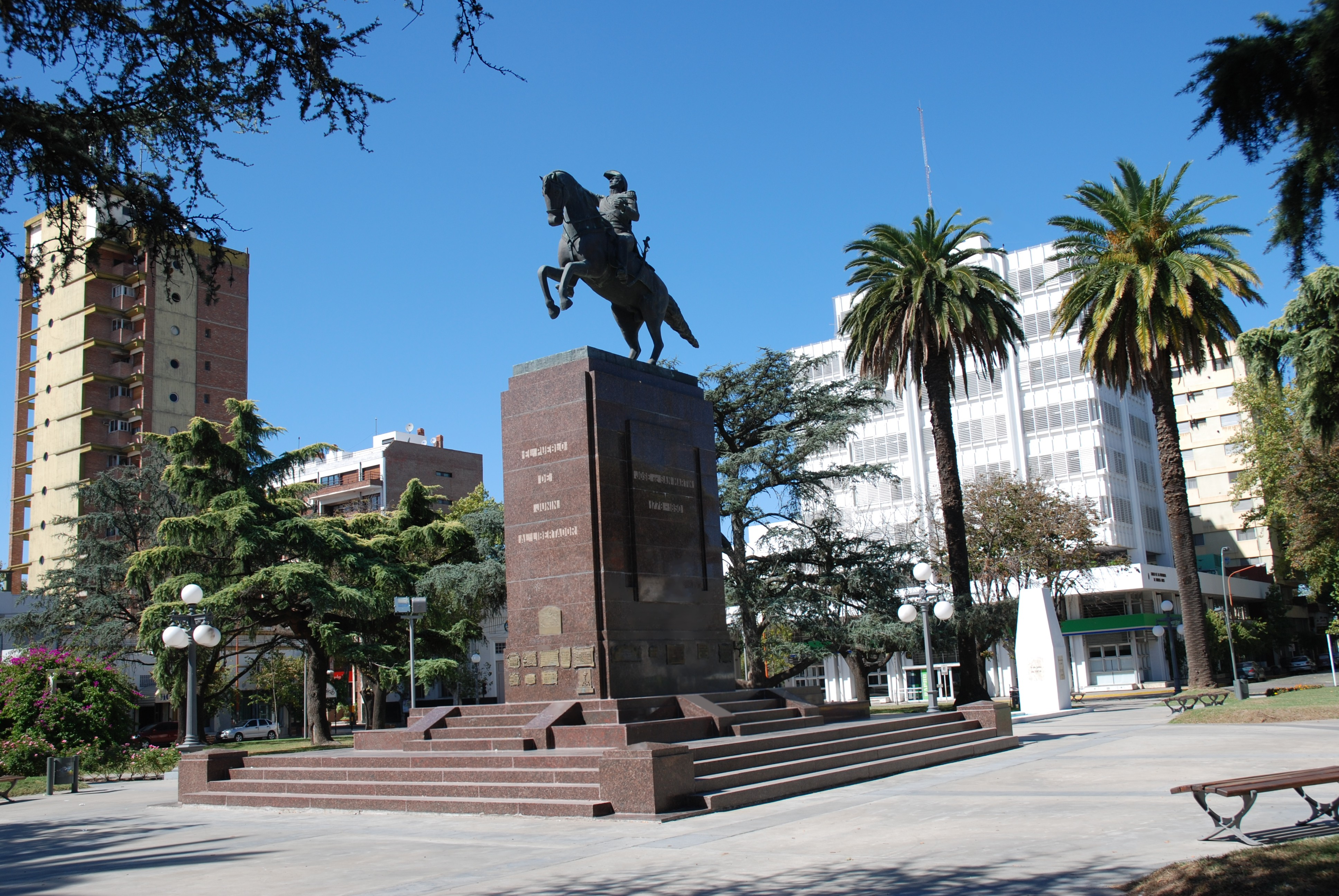
La plaza 25 de Mayo en Junín, Argentina.

La plaza 25 de Mayo es un espacio verde público ubicado en centro de la ciudad de Junín, Argentina. Su nombre alude al 25 de mayo de 1810, fecha en que se instauró en ese país el primer gobierno independiente de España, en el marco de la Revolución de Mayo.
Es el centro de la vida comercial, política, administrativa, judicial y financiera de Junín. Desde sus comienzos, ha sido paseo obligado de los juninenses y sede de eventos relevantes de la ciudad. Es constantemente transitada por gente de la ciudad y la región, que llega al área céntrica de Junín para hacer trámites, compras y negocios en general.

## Historia

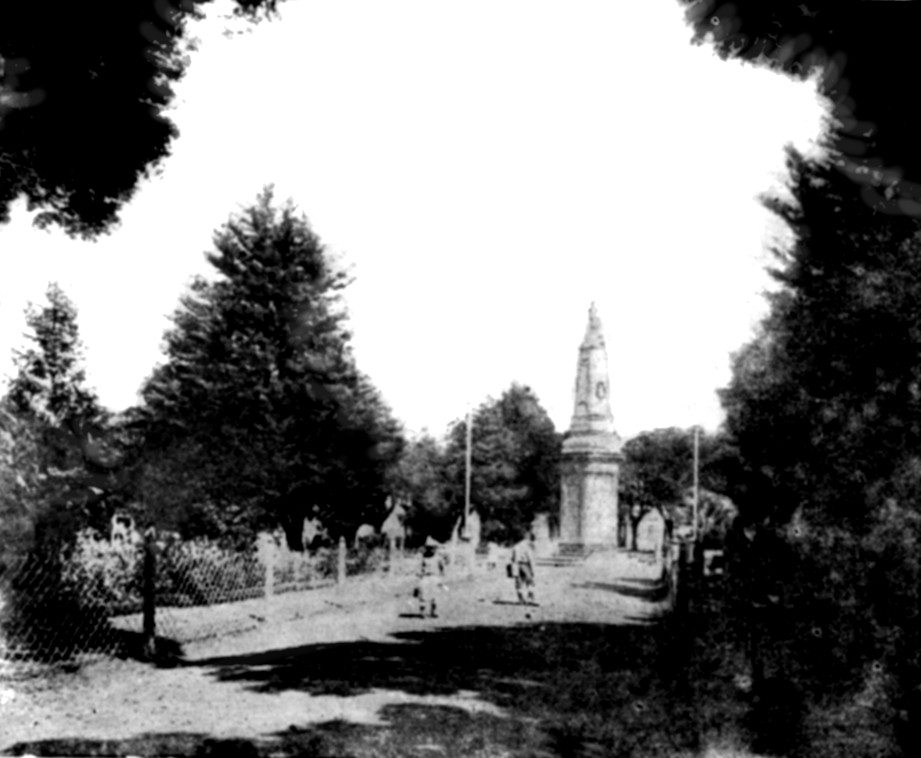
La plaza 25 de Mayo a principios del. En el centro, la pirámide con la escultura representando a la libertad.

El lugar era la antigua Plaza de Armas del Fuerte Federación, fundado el 27 de diciembre de 1827 y que es el origen de la ciudad de Junín. En aquella época, alrededor de la plaza se encontraban los cuarteles, la escuela y la capilla.
En 1869 se construyó una pirámide en el centro de la plaza. En la parte superior tenía una escultura representando a la libertad. Fue la primera obra de arte con que contó Junín en la vía pública.
A principios del siglo XX Junín experimentó un crecimiento arrollador, motorizado en gran parte por la instalación de los talleres del Ferrocarril Buenos Aires al Pacífico, luego Ferrocarril General San Martín. Esta situación se reflejó en la arquitectura, habiéndose levantado en esos años numerosos edificios de gran belleza. Entre ellos se encuentran el Palacio Municipal, de 1904, y la Iglesia San Ignacio, de 1907, ambos ubicados frente a la cara noroeste de la plaza, sobre la Avenida Dr. Benito de Miguel.
En 1909 se realizan diversos trabajos en la plaza, entre ellos la demolición de la pirámide. El 8 de septiembre la secretaría municipal informa que al llegar a la base del monumento se halló un cofre de zinc de 30 por 40 cm, encontrándose en su interior una pieza de mármol de las mismas dimensiones del cofre, con la inscripción "Municipalidad de Junín - Febrero 3 de 1869", una botella, una medalla y una moneda de dos liras.
En 1919 se realiza el adoquinado de las calles de la zona céntrica, entre ellas las que rodean a la plaza. De esta manera cambia totalmente la fisonomía del lugar.

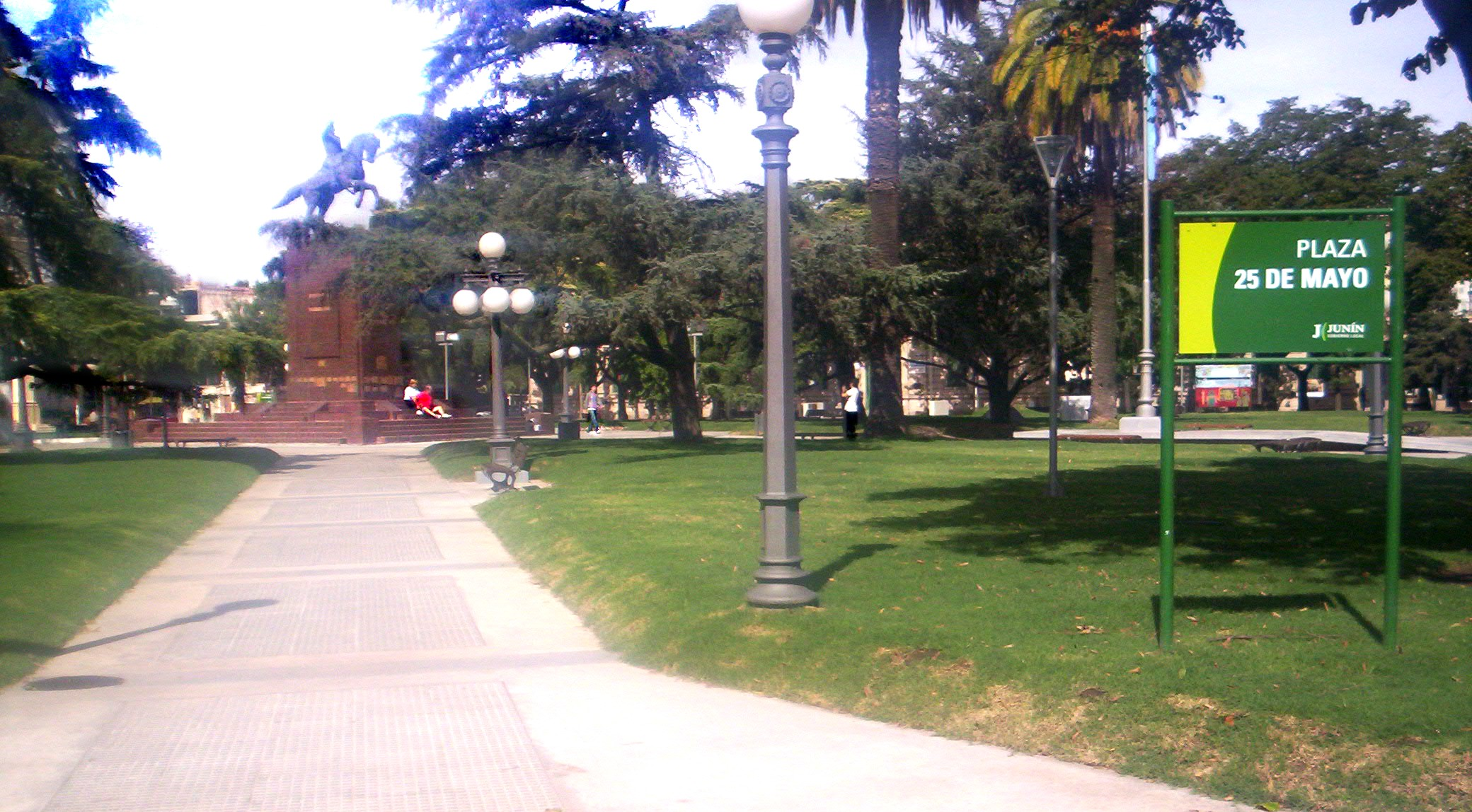
Plaza 25 de Mayo desde la esquina de Mitre y De Miguel.

El 17 de agosto de 1940 se inauguró el monumento al General José de San Martín, en el sitio donde se encontraba la pirámide.
En esa época se le dio a la plaza una estructura tradicional, con dos ejes diagonales existentes desde sus comienzos, y dos transversales donde se ubicaron diferentes elementos ornamentales como pérgolas, luminarias, esculturas y parte de la forestación.
En 1950 se retiran los adoquines del sector céntrico, se ensanchan las calzadas y se les coloca pavimento asfáltico, dándole una nueva imagen a la zona y a la plaza en particular.
En 1996 se inauguró el Monumento a la Memoria, un homenaje a los desaparecidos durante el gobierno militar de 1976.

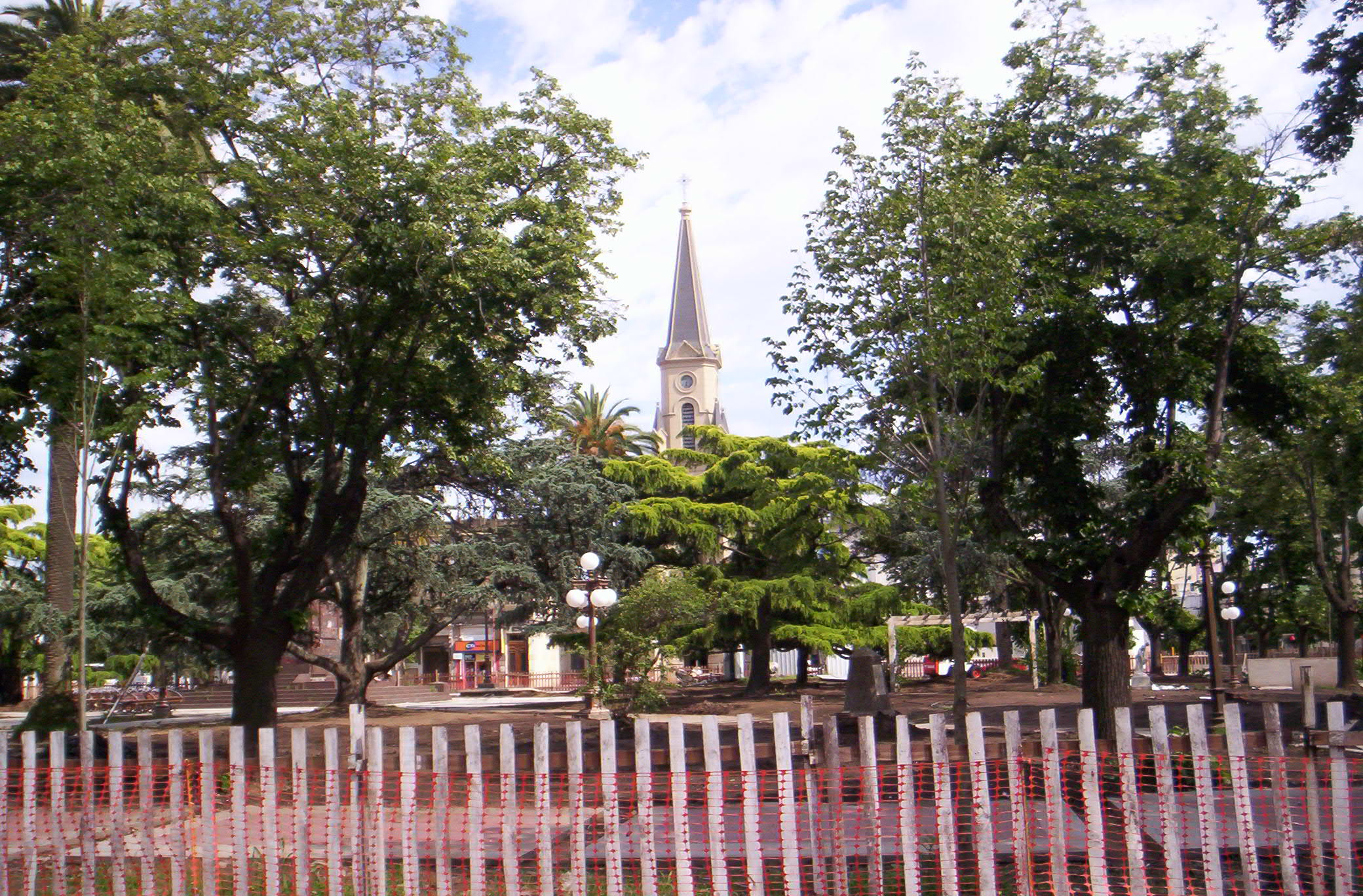
Obras de puesta en valor realizadas desde fines de 2007 hasta principios de 2008.

A fines de 2007 la plaza se sometió a una obra de puesta en valor con la finalidad de mejorar su funcionamiento, recuperar su calidad ambiental y devolverle la jerarquía de plaza principal, preservando su carácter y la estructura tradicional donde conviven las marcas de la memoria y los elementos actuales. El proyecto rescató sus valores como espacio público, reconociendo su condición de ser uno de los lugares históricos más importante de la ciudad. Por lo tanto, hay elementos que no fueron intervenidos sino sólo puestos en valor, y otros -como la escultura de la libertad- rescatados del olvido y colocados nuevamente. El espacio de intervención se centró en el eje sudeste-noroeste, que es la prolongación de la calle 20 de Septiembre, y en el espacio frente a la Iglesia San Ignacio y el Palacio Municipal.

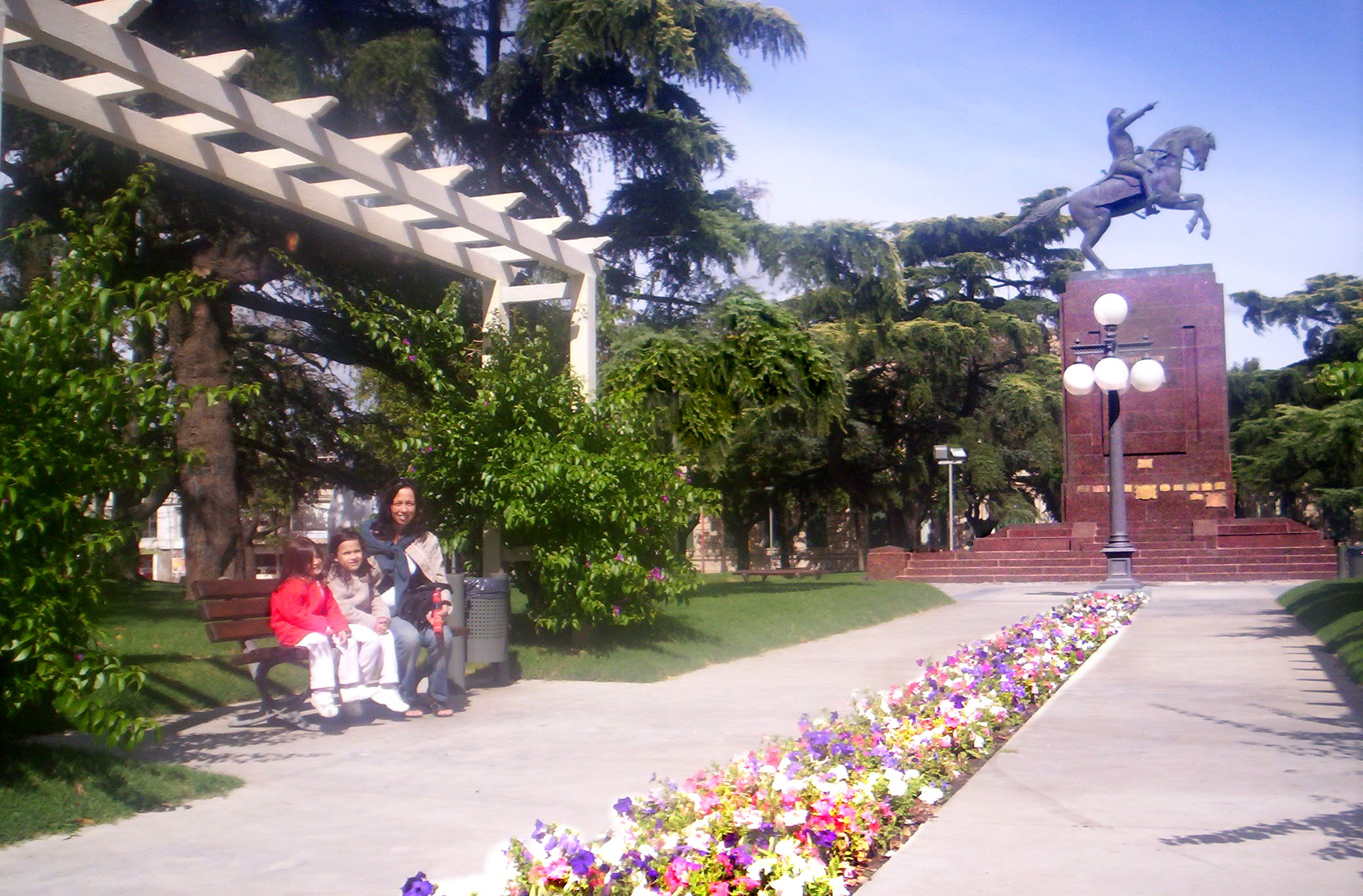
Plaza 25 de Mayo desde la calle Mitre.

Esto generó un espacio adecuado para diversos actos conmemorativos, incorporándose dos fuentes que lo enmarcan. El monumento a San Martín fue reparado y se implantó nuevamente la histórica escultura de la Libertad. Se mantuvieron las históricas luminarias, aunque se aumentó su potencia y se incorporaron nuevas unidades para intensificar la iluminación y la ornamentación. En cuanto a la forestación, el interior de la plaza se recuperaron las especies que poseen un alto valor paisajístico como los cedros, las palmeras y el roble, y se retiraron o podaron aquellas otras que le impiden su lucimiento. En el perímetro de la plaza se mantuvo la doble hilera de tilos, realizando un trabajo de reposición de árboles con ejemplares de gran porte, reemplazando a los que se encontraban en mal estado fitosanitario. También se incorporaron otras especies arbustivas y una importante cantidad de flores.
Las obras fueron inauguradas el 25 de febrero de 2008, en un acto donde estuvieron presentes representantes del gobierno local, el Grupo de Artillería 10 y la Asociación Cultural Sanmartiniana, conmemorándose el 230° aniversario del nacimiento del general José de San Martín.

## Curiosidades
La presencia del monumento hace que la plaza suela ser llamada erróneamente "San Martín", incluso por algunos juninenses. De hecho, actualmente no hay ningún espacio verde público con ese nombre en la ciudad de Junín. Antiguamente existía el Parque San Martín, un predio de 7 hectáreas ubicado en el barrio Noroeste, entre las calles Alberdi, Cabral, Lavalle y Maipú. Pero ese terreno fue urbanizado y actualmente está ocupado por un barrio de la Unión Obrera Metalúrgica y el predio deportivo del Club Jorge Newbery.

## Características

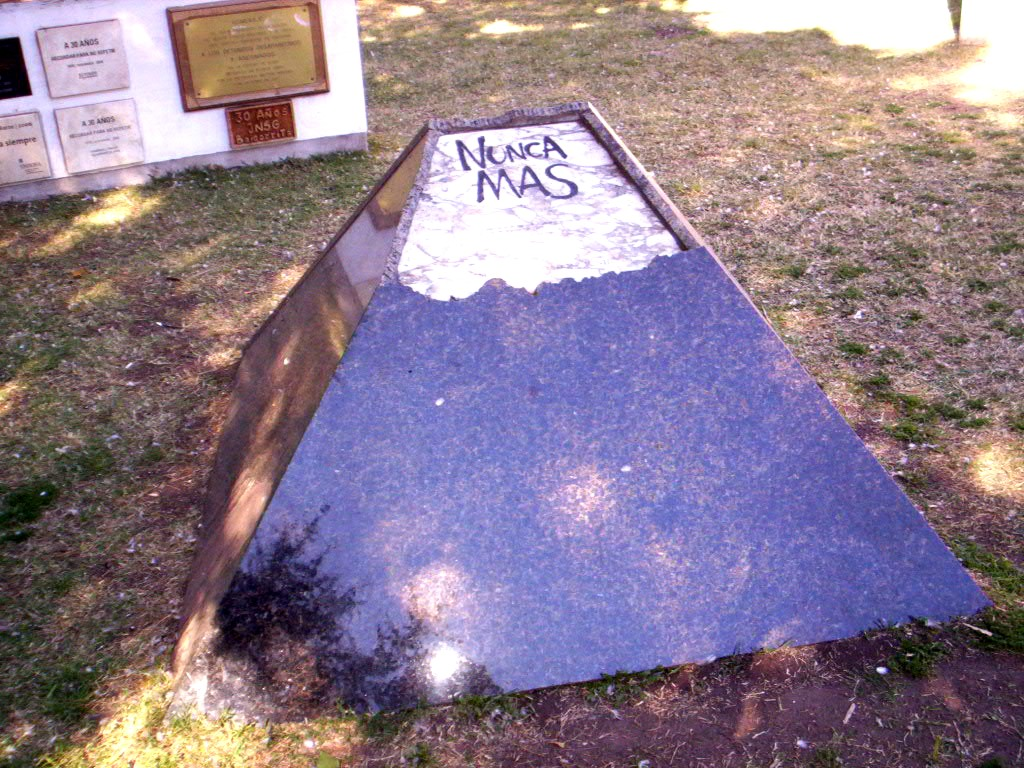
Monumento a la Memoria en homenaje a los desaparecidos durante el gobierno militar de 1976.

Desde sus comienzos, la plaza 25 de Mayo ha sido paseo obligado de los juninenses y sede de eventos relevantes de la ciudad. Junto con su entorno conforman el Centro Cívico de Junín, sitio fundacional y escenario urbano histórico más significativo con que cuenta la comunidad. Es el centro de la vida comercial, política, administrativa, judicial y financiera de Junín. Ubicada en medio de la principal zona bancaria y rodeada de edificios públicos como Tribunales y la Municipalidad, es constantemente transitada por gente de la ciudad y la región, que llega al área céntrica para hacer trámites, compras y negocios en general. Por lo tanto, también constituye un valorado espacio para el descanso.
En el centro de la plaza se encuentra el monumento al General José de San Martín, compuesto por un pedestal sobre el cual se encuentra la estatua ecuestre. La misma es copia de la que se encuentra en la Plaza San Martín de la ciudad de Buenos Aires, realizada por el escultor francés Louis Joseph Daumas en 1862. Otra copia de esta obra se encuentra en el Central Park de la ciudad de Nueva York.

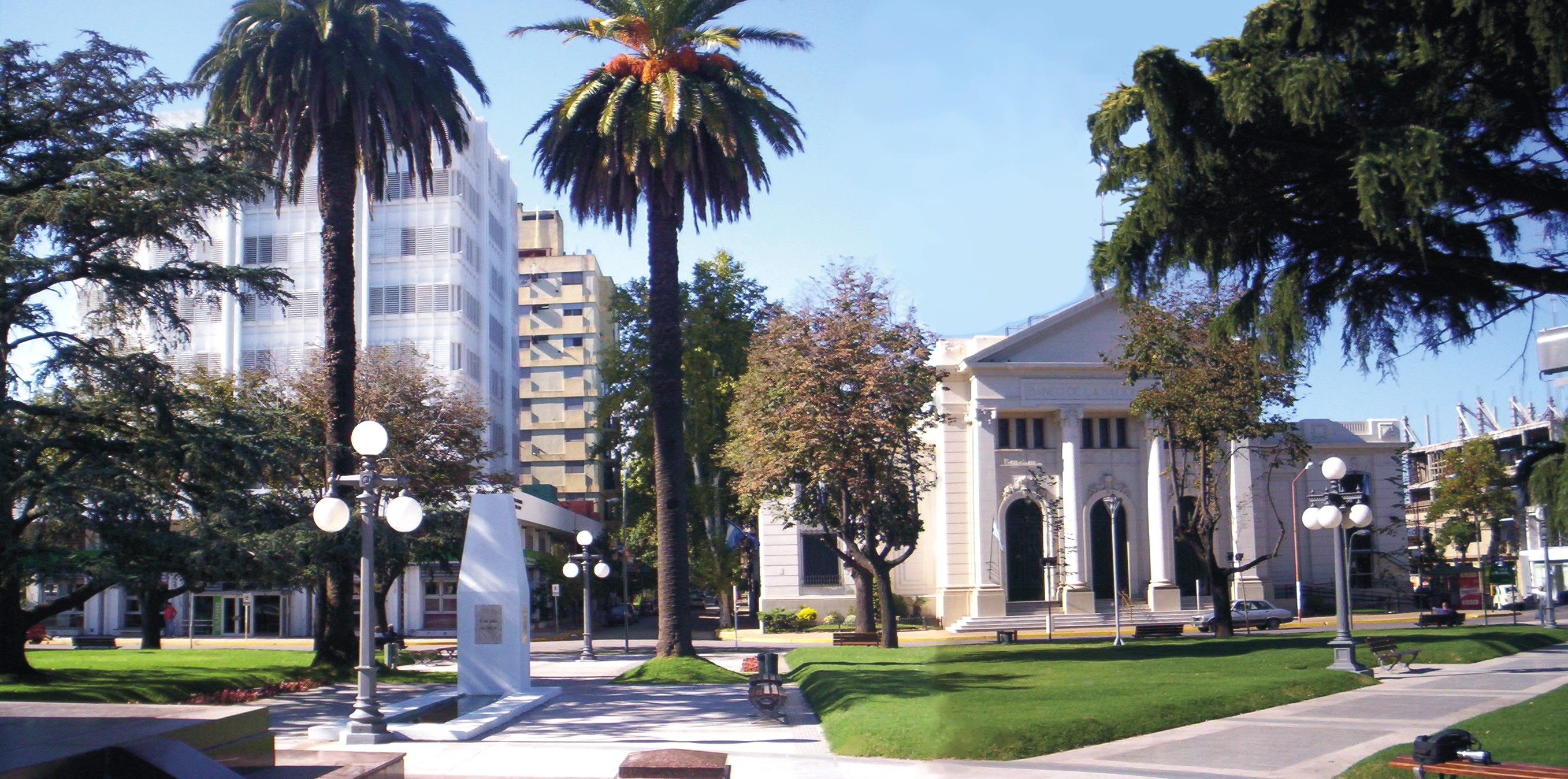
Al centro, la pirámide conmemorativa del antiguo monumento que existió en la plaza. Al fondo, a la izquierda, el edificio de los Tribunales. A la derecha, el Banco Nación.

En el sector oeste de la plaza, hacia la esquina de Benito de Miguel y Rector Álvarez Rodríguez, se encuentra el Monumento a la Memoria. Se trata de una pirámide trunca en homenaje a los desaparecidos durante el gobierno militar de 1976. Lleva la leyenda de "Nunca Más" y fue realizado por el arquitecto juninense Salvador Roselli. A un lado de la pirámide se encuentra el memorial donde figuran los nombres de los juninenses desaparecidos.
En la vereda del sur de la plaza, hacia la esquina de Mitre y Mayor López, se encuentra el monolito o hito histórico señalando que allí se encontraba la Plaza de Armas del Fuerte Federación.

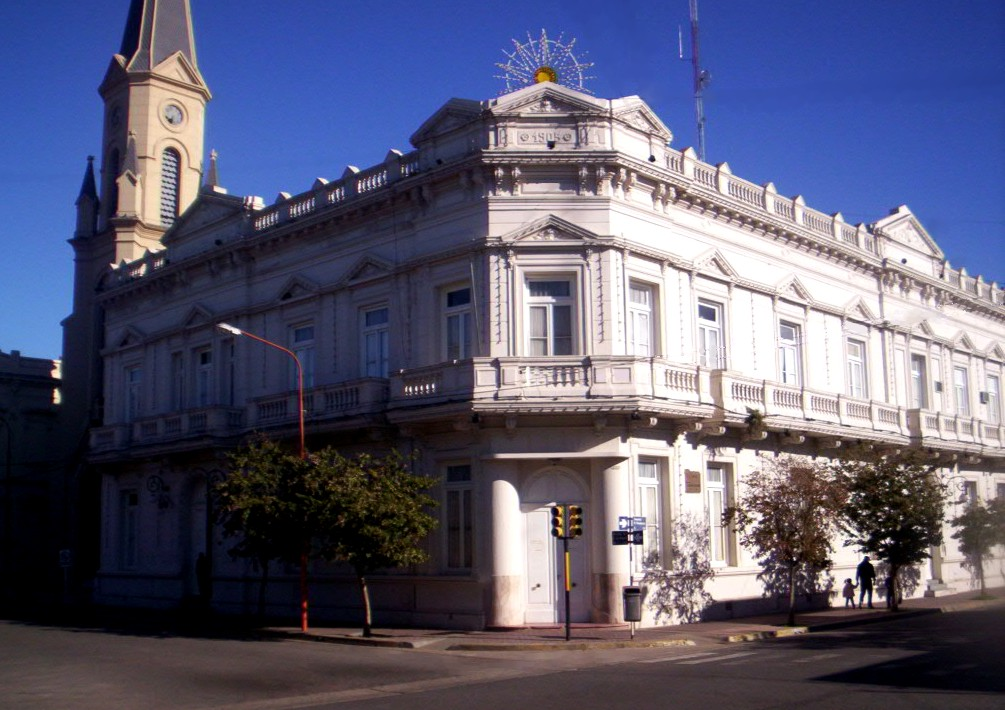
Palacio Municipal de Junín.

La plaza está rodeada por varios edificios históricos y de gran valor arquitectónico. Sobre la Avenida Benito De Miguel, en la cara noroeste de la plaza, se encuentran el Palacio Municipal, inaugurado el 19 de diciembre de 1904 (trece días antes de la fecha que figura impresa en la ochava del propio edificio) y la Iglesia Matriz San Ignacio de Loyola, inaugurada en 1907.
Sobre la calle Rector Álvarez Rodríguez, al sudoeste, está ubicada la Escuela N° 1, donde cursó sus estudios primarios Eva Perón. Sobre la calle Mayor López, al sudeste, se encuentran los edificios del Banco Nación, inaugurado en 1927, y de los Tribunales. Entre ambos, a mitad de cuadra, nace la calle 20 de Septiembre, que servía de acceso al Fuerte Federación hasta mediados del siglo XIX. En la esquina de las calles Mitre y Mayor López, en diagonal a la plaza, se encuentra el histórico edificio del Banco Provincia.
En la esquina norte se encuentra es el punto "cero" de la ciudad, donde confluyen las cuatro calles desde las cuales nacen todas las demás y sus correspondientes numeraciones. Estas calles son Bartolomé Mitre hacia el sudeste, José Inocencio Arias hacia el noreste, Bernardino Rivadavia hacia el noroeste y Dr. Benito de Miguel hacia el sudoeste.
En esa esquina, además del Palacio Municipal, se encuentran los edificios del Correo y del antiguo Banco Junín, hoy utilizado por el Banco Bisel.

## Ubicación

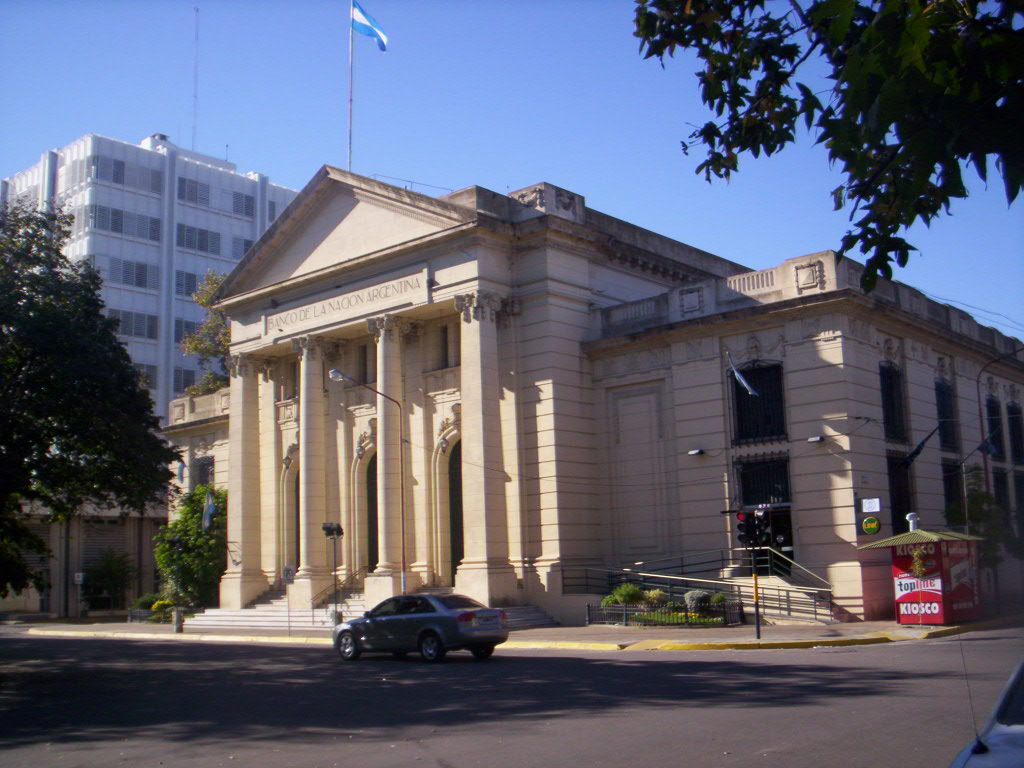
Banco Nación, ubicado frente a la plaza.

La plaza se encuentra en el microcentro de Junín, rodeada por las calles Rector Álvarez Rodríguez, Mayor López, Bartolomé Mitre y la Avenida Dr. Benito de Miguel.